# San Nicolás de los González
San Nicolás de los González es una localidad del estado mexicano de Guanajuato. Es parte del municipio de León.

## Toponimia
El nombre «San Nicolás» hace referencia al santo patrono de la localidad: Nicolás de Bari.

## Demografía
| Gráfica de evolución demográfica |
|                                  |

| Censo | Población |
| ----- | --------- |
| 1970  | 771       |
| 1980  | 962       |
| 1990  | 1 240     |
| 2000  | 2 010     |
| 2010  | 2 741     |
| 2020  | 2 738     |